# Lipno (comune rurale)
Lipno è un comune rurale polacco del distretto di Lipno, nel voivodato della Cuiavia-Pomerania.
Ricopre una superficie di 209,72 km² e nel 2004 contava 11 185 abitanti.
Il capoluogo è Lipno, che non fa parte del territorio ma costituisce un comune a sé.